# 博戈柳布·耶夫蒂奇
博戈柳布·耶夫蒂奇（1886年12月24日—1960年6月7日），南斯拉夫王国外交官、政治家。耶夫蒂奇曾于1920年代历任南斯拉夫驻阿尔巴尼亚、奥地利和匈牙利等国公使。他作为国王亚历山大一世的亲信顾问在1932年7月2日被晋升为南斯拉夫外交大臣，国王在马赛遇刺身亡后，他于1934年12月22日被摄政保罗亲王任命为南斯拉夫总理，直至1935年6月24日。耶夫蒂奇在二战期间因德军入侵南斯拉夫而被迫随同政府流亡，他于1960年6月7日在巴黎去世，享年73岁。